# Objectivitat
L′objectivitat és la capacitat o l'ideal de percebre les coses del món exterior tal com són, prescindint de la subjectivitat o filtre personal. Alguns autors, com Kant, creuen que és impossible perquè els propis sentits, que proporcionen les dades externes, ja constitueixen un filtre (hi ha aspectes no registrats, com proven les capacitats d'altres éssers vius). D'altres van més enllà i afirmen que, fins i tot, és dubtós que existeixi quelcom fora de la ment (solipsisme), ja que és impossible de provar-ho. l'historiador romà Tàcit és un dels primers autors que va preconitzar el principi necessari d'imparcialitat, amb la seva frase famosa que descriu la història sine ira et studio.
L'objectivitat té implicacions en epistemologia i en ètica, en la primera perquè permet que s'apliqui el criteri de veritat de correspondència (només es pot assegurar que un enunciat és veritable segons aquest criteri si existeixen oportunitats de comprovar la seva adequació a la realitat), i en la segona perquè assegura que hi ha valors universals i existents, allunyant-se així del relativisme moral (si no hi ha valors com a tals i tot depèn del subjecte, cadascú pot decidir què és bo en cada ocasió).
El mètode científic suposa que existeix una mínima objectivitat i que, per tant, les lleis usades per a descriure el funcionament de l'univers tenen sentit, perquè es basen en patrons naturals comprovables amb la raó. També consideren que aquestes lleis es poden comunicar i compartir per formar un paradigma comú. D'allà es va extrapolar al periodisme, en què actua com a principi regulador dels professionals, que han d'explicar els fets tal com els perceben, sense afegir-hi la seva opinió, i amb un llenguatge al més neutre possible.